# Ophiocordyceps
Az Ophiocordyceps a Sordariomycetes osztályának Hypocreales rendjébe, ezen belül az Ophiocordycipitaceae családjába tartozó nemzetség.

## Tudnivalók
Ezt a széles körben elterjedt gombanemzetséget, először 1931-ben, Tom Petch brit gombaszakértő írta le. A körülbelül 160 faj, különböző rovarokon élősködik. Például az Ophiocordyceps unilateralis, mely a hangyákat tekinti gazdaállatainak; miután a gomba spórája behatolt a hangyába, megmódosítja annak viselkedését, hogy a rovar felmásszon egy magasabb helyre és ott pusztuljon el. Ily módon, a hangya fejéből kinövő gomba nagyobb területre tudja szétszórni - talán a szél segítségével - a spóráit. A legközelebbi rokonaik, a következő gombanemzetségek: Hirsutella, Hymenostilbe, Paraisaria és Syngliocladium.

## Rendszerezés
A nemzetségbe az alábbi 159 faj tartozik (meglehet, hogy a fajlista hiányos):
- Ophiocordyceps acicularis
- Ophiocordyceps agriotidis
- Ophiocordyceps ainictos
- Ophiocordyceps amazonica
- Ophiocordyceps aphodii
- Ophiocordyceps appendiculata
- Ophiocordyceps arachneicola
- Ophiocordyceps araracuarensis
- Ophiocordyceps arbuscula
- Ophiocordyceps armeniaca
- Ophiocordyceps asyuënsis
- Ophiocordyceps aurantia
- Ophiocordyceps australis
- Ophiocordyceps barnesii
- Ophiocordyceps bicephala
- Ophiocordyceps brunneipunctata
- Ophiocordyceps bispora
- Ophiocordyceps blattae (Petch) Petch (1931) - típusfaj
- Ophiocordyceps blattarioides
- Ophiocordyceps caloceroides
- Ophiocordyceps camponoti-balzani Evans, Elliot & Hughes, 2011
- Ophiocordyceps camponoti-melanotici Evans, Elliot & Hughes, 2011
- Ophiocordyceps camponoti-novogranadensis Evans, Elliot & Hughes, 2011
- Ophiocordyceps camponoti-rufipedis Evans, Elliot & Hughes, 2011
- Ophiocordyceps cantharelloides
- Ophiocordyceps carabidicola
- Ophiocordyceps cicadicola
- Ophiocordyceps clavata
- Ophiocordyceps clavulata
- Ophiocordyceps coccidiicola
- Ophiocordyceps coccigena
- Ophiocordyceps cochlidiicola
- Ophiocordyceps communis
- Ophiocordyceps corallomyces
- Ophiocordyceps crassispora
- Ophiocordyceps crinalis
- Ophiocordyceps cuboidea
- Ophiocordyceps cucumispora
- Ophiocordyceps curculionum
- Ophiocordyceps cylindrostromata
- Ophiocordyceps dayiensis
- Ophiocordyceps dermapterigena
- Ophiocordyceps dipterigena
- Ophiocordyceps discoideicapitata
- Ophiocordyceps ditmarii
- Ophiocordyceps dovei
- Ophiocordyceps elateridicola
- Ophiocordyceps elongata
- Ophiocordyceps elongatiperitheciata
- Ophiocordyceps elongatistromata
- Ophiocordyceps emeiensis
- Ophiocordyceps engleriana
- Ophiocordyceps entomorrhiza
- Ophiocordyceps evansii
- Ophiocordyceps evdogeorgiae
- Ophiocordyceps falcata
- Ophiocordyceps falcatoides
- Ophiocordyceps fasciculatistromata
- Ophiocordyceps ferruginosa
- Ophiocordyceps filiformis
- Ophiocordyceps formicarum (Kobayasi) G.H.Sung, J.M.Sung, Hywel-Jones & Spatafora (2007)
- Ophiocordyceps forquignonii
- Ophiocordyceps fulgoromorphila
- Ophiocordyceps furcicaudata
- Ophiocordyceps gansuënsis
- Ophiocordyceps geniculata
- Ophiocordyceps gentilis
- Ophiocordyceps glaziovii
- Ophiocordyceps goniophora
- Ophiocordyceps gracilioides
- Ophiocordyceps gracilis
- Ophiocordyceps gryllotalpae
- Ophiocordyceps halabalaensis
- Ophiocordyceps heteropoda
- Ophiocordyceps hirsutellae
- Ophiocordyceps hiugensis
- Ophiocordyceps huberiana
- Ophiocordyceps humbertii
- Ophiocordyceps insignis
- Ophiocordyceps irangiensis
- Ophiocordyceps japonensis
- Ophiocordyceps jiangxiensis
- Ophiocordyceps jinggangshanensis
- Ophiocordyceps kangdingensis
- Ophiocordyceps kniphofioides
- Ophiocordyceps koningsbergeri
- Ophiocordyceps konnoana
- Ophiocordyceps lachnopoda
- Ophiocordyceps laojunshanensis
- Ophiocordyceps larvarum
- Ophiocordyceps larvicola
- Ophiocordyceps lloydii
- Ophiocordyceps longissima
- Ophiocordyceps lutea
- Ophiocordyceps macularis
- Ophiocordyceps melolonthae
- Ophiocordyceps michiganensis
- Ophiocordyceps minutissima
- Ophiocordyceps monticola
- Ophiocordyceps mrciensis
- Ophiocordyceps multiaxialis
- Ophiocordyceps myrmecophila (Ces.) G.H. Sung, J.M. Sung, Hywel-Jones & Spatafora
- Ophiocordyceps neovolkiana
- Ophiocordyceps nepalensis
- Ophiocordyceps nigra
- Ophiocordyceps nigrella
- Ophiocordyceps nigripes
- Ophiocordyceps nutans (Pat.)
- Ophiocordyceps obtusa
- Ophiocordyceps octospora
- Ophiocordyceps odonatae
- Ophiocordyceps osuzumontana
- Ophiocordyceps owariensis
- Ophiocordyceps oxycephala
- Ophiocordyceps paludosa
- Ophiocordyceps paracuboidea
- Ophiocordyceps pentatomae
- Ophiocordyceps petchii
- Ophiocordyceps proliferans
- Ophiocordyceps prolifica
- Ophiocordyceps pruinosa
- Ophiocordyceps pseudolloydii
- Ophiocordyceps pseudolongissima
- Ophiocordyceps pulvinata
- Ophiocordyceps purpureostromata
- Ophiocordyceps ravenelii
- Ophiocordyceps rhizoidea
- Ophiocordyceps ridleyi
- Ophiocordyceps robertsii
- Ophiocordyceps rubripunctata
- Ophiocordyceps rubiginosiperitheciata
- Ophiocordyceps ryogamiensis
- Ophiocordyceps salebrosa
- Ophiocordyceps scottiana
- Ophiocordyceps selkirkii
- Ophiocordyceps sichuanensis
- Ophiocordyceps smithii
- Ophiocordyceps sobolifera
- Ophiocordyceps sinensis (Berk.) G.H.Sung, J.M.Sung, Hywel-Jones & Spatafora (2007)
- Ophiocordyceps sphecocephala (Klotzsch ex Berk.) G.H. Sung, J.M. Sung, Hywel-Jones & Spatafora (2007)
- Ophiocordyceps stipillata
- Ophiocordyceps stylophora
- Ophiocordyceps subflavida
- Ophiocordyceps subunilateralis
- Ophiocordyceps superficialis
- Ophiocordyceps takaoënsis
- Ophiocordyceps taylorii
- Ophiocordyceps thyrsoides
- Ophiocordyceps tiputini
- Ophiocordyceps tricentri
- Ophiocordyceps truncata
- Ophiocordyceps uchiyamae
- Ophiocordyceps unilateralis (Tul.) Petch (1931)
- Ophiocordyceps variabilis
- Ophiocordyceps voeltzkowii
- Ophiocordyceps volkiana
- Ophiocordyceps zhangjiajiensis
- Ophiocordyceps wuyishanensis
- Ophiocordyceps yakusimensis

## Fordítás
- Ez a szócikk részben vagy egészben  az   Ophiocordyceps című angol Wikipédia-szócikk ezen változatának fordításán alapul.  Az eredeti cikk szerkesztőit annak laptörténete sorolja fel. Ez a jelzés csupán a megfogalmazás eredetét és a szerzői jogokat jelzi, nem szolgál a cikkben szereplő információk forrásmegjelöléseként.